# Tricking
Tricking (ou martial arts tricking) é um esporte relativamente novo, que incorpora elementos do Break Dance, Ginástica e Artes Marciais como Taekwondo e Capoeira. O indivíduo praticante de Tricking é denominado "Trickster" ou "Tricker".
Diferente do parkour, o tricking não requer obstáculos para ser praticado. Caracterizando-se mais pelas suas sequências de giros acrobáticos combinados com chutes (o parkour não incorpora a prática de chutes e outros movimentos de artes marciais). Tornou-se mais conhecido então através da internet. Tricking é pouco divulgado.
O tricking também é conhecido pelos nomes tricks e XMA (eXtreme Martial Arts).

## Filosofia
Não há regras, nem regulamentos definidos no tricking, cada atleta pode executar um movimento espetacular e chamá-lo de trick. O objetivo é se divertir e aprender tricks cada vez mais difíceis e executá-los combinados com outros tricks a fim de demonstrar uma combinação de movimentos impressionantes.
Tricker, na sua semantica quer dizer “saltos”, é a inovação das mais variadas sequencias de saltos, acrobacias, golpes, ritmos e movimentos  originários das artes maciais e danças de rua.
Seu objetivo é alcançar uma sequencia equilibrada em um alto grau de dificuldade, realizar rápidos movimentos corporais que possibilitam vislumbrar as acrobacias.

## Lista de tricks
Lista incompleta de tricks extraída de compendios online como o "Tricktionário" mantido pelo site Club 540.
Tags
- (n) Tricks novatos
- (b) Tricks básicos
- (i) Tricks intermediários
- (a) Tricks avançados
- (e) Tricks experts
- (e+) Tricks ainda mais experts

### Tricks novatos (e variações)
- 540 kick (n)
  - 540 Gyro (i)
    - 540 Gyro Hyper (e)
      - Gyroknife (e+)

  - 540 Switch (i)
  - Sideswipe (i)
    - Suicideswipe (i)
    - Swipeknife (a)

- Aerial (n) ex. (aú sem mão)
  - Aeriola (n)
  - Aerial Hook (b)
  - Aerial Switch (b)
  - Axe 2 Aerial (b)
    - Axe 2 Aerial Switch (i)

  - Reverse Aerial (b)
  - Front aerial (b)
  - Aerial Twist (i)
    - Hyperswipe (a)
      - Hyperswipe Hook (e)
      - Reverse Hyperswipe (e)

    - Touchdown Aerial Twist (a)
    - Double Aerial Twist (e+)
    - Triple Aerial Twist (e+)
    - Aerial Twist Doubleleg Twist (e+)

  - Hyper Aerial (Mega) (i)
  - Scissorswipe Aerial (a)

- Au-Batido (n)
  - Au-batido 1990 (a)

- Butterfly Kick (n)
  - Butterfly Twist (B-twist) (b)
    - B-Twist Round (b)
    - B-Twist Doubleleg (i)
      - B-Twist Doubleleg Hook (a)

    - B-Twist Swipe (i)
      - B-Twist Swipeknife (a)

    - Spiral Knuckle (i)
    - Hypertwist (i)
    - Hyperhook (a)
    - Double B-Twist (e)
      - Double B-Twist Hyper (e+)
      - Double B-Twist Hyperhook (e+)
      - Double B-Twist Round (e+)

    - Triple B-Twist (e+)
    - B-Twist Snapuswipe (e+)

  - Butterfly Knife (b)
    - Butter Knife double (e+)

  - Butterfly Switch (b)
    - Butterfly Switch Hyperhook (a)

  - Butterfly Helicoptero (a)
  - Butterfly Kickflip (e)

- Pop
  - Pop 360 (n)
    - Pop 360 Gyro (b)
    - Pop 360 Double (i)
    - Pop 360 Kickflip (e+)

  - Pop 540 (n)
    - Pop 540 Double Gyro (e)

  - Pop 720 (b)
    - Pop 720 Double (i)
    - Pop 720 Triple (a)
    - Pop 720 Feilong (a)
    - Pop 720 Hyper (a)
    - Pop 720 Doubleleg (a)
      - Pop 720 Double Doubleleg (e+)

  - Pop 900 (i)
    - Pop 900 Triple (e+)
    - Pop 900 Double (e)
    - Pop 900 Hyper (e)

  - Pop 1080 (a)
    - Pop 1080 Jacknife (e)

  - Pop 1260 (e)
  - Pop 1440 (e+)
  - Pop Swipe (b)
    - Pop Swipe Knife (a)

  - Pop Jacknife (i)
  - Pop Snapuswipe (e)

- Backside
  - Backside 720 (n)
    - Backside 720 Doubleleg Twist (e+)

  - Backside 900 (b)
    - Backside 900 Snapuswipe (e+)

  - Backside 1080 (i)
    - Backside 1080 Jacknife (a)

  - Backside 1260 (a)
    - Backside 1260 Crowd Awakener (e)
    - Backside 1260 Feilong (e)
    - Backside 1260 Hyper (e+)

  - Backside 1440 (e+)
    - Backside 1440 Jackknife (e+)

- Feilong (n)
  - Hyper Feilong (b)
  - Feilong Cross (i)
  - Feilong Snapuswipe (e)
  - Full Feilong Twist (e)
  - Shaolin Cross (a)
    - Shaolin Cross Knife (e)

- Kip-up (n)
  - Star Kip (b)
  - Suicide Kip Up (b)
  - Coin Drop (b)
  - 360 Suicide Kip Up (i)

- Outros tricks novatos
  - 360 Front Kick (n)
  - Auto-Bahn (n)
  - Narabong (n)
  - Tornado Kick (n)

### Tricks básicos (e variações)
- Back Flip (mortal de costas) (b)
  - Back Layout (n)
  - Flash Kick (b)
    - X-Out Flash Kick (a)
    - Double Flash Kick (i)
    - Triple Flash Kick (i)
    - Quadruple Flash Kick (a)
    - Quintuple Flash Kick (a)
    - Flash Full (a)
      - Flash Full Doubleleg (e)

  - Back Full (i)
    - Full Hyper (i)
    - Full Round (i)
      - Full Swipe (a)
        - Double Full Swipe (e+)

    - Tak Full (i)
      - Double Tak Full (e+)
      - Tak Full Snapuswipe (e+)

    - Wrap Full (i)
    - Ironman (a)
    - Full Hyperhook (a)
    - Full-Up (a)
    - Full Double-leg Twist (e)
      - Full Shuriken Twist Doubleleg (e)
      - Full Shuriken Twist Round (e)
      - Full-Doubleg-In Back-Out (e+)

    - Full-Up Terada Grab (e)
    - Full Swipeknife (e+)
    - Full-In Back-Out (e+)
    - Full-In Full-Out (e+)
    - Full Dleg Twist Round (e+)
    - Double Full (a)
      - Double Full Hyper (e)
      - Double Full Round (e)

    - Triple Full (e+)
    - Quadruple Full Twist (e+)

  - Rodeo (i)
  - Rocketboii (i)
    - Back-in Rocketboii-out (e)

  - Double Back Flip (e)
  - Triple Back Flip (e+)
  - X-out (i)
    - Double X-Out (a)
    - Half X-out Half (a)
    - X-Out Full (a)
    - Full X-Out Full (e+)

- Brandy (b)
  - Barani (b)

- Doubleleg (b)
  - Doubleleg X-out (i)
  - Doubleleg Hook (a)
  - Doubleleg X-out Swipe (a)
  - Double Full Doubleleg (e)
  - Double Full Doubleleg Swipe (e)
  - Doubleleg Twist (e)
  - Doubleleg X-out Twist (e)
  - Full Doubleleg Twist (e+)
  - Full Doubleleg Twist Round (e+)
  - Doubleleg Double Twist (e+)
  - Full Doubleleg Hook (e+)

- Donut Boy (b)
  - Donut Boy Hook (i)

- Cheat nº
  - Cheat 720 (b)
    - Cheat 720 Twist Doubleleg (e)
    - Cheat 720 Hyper (a)
    - Cheat 720 Twist (a)
    - Cheat 720 Twist Hyper (a)
    - Cheat 720 Twist Round (a)
    - Cheat 720 Feilong (e)
    - Shuriken Cheat 720 Twist (e)
    - Cheat 720 Feilong Hyper (e+)
    - Cheat 720 Hyperhook (e+)

  - Cheat 900 (i)
    - Tak 9 (a)
    - Cheat 900 Double (e)
    - Cheat 900 Hyper (e)
    - Cheat 900 Double Hyper (e+)
    - Cheat 900 Gyro (e+)
    - Cheat 900 Parafuso (e)
    - Cheat Parafuso 900 Double (e)

  - Cheat 1080 (e)
    - Cheat 1080 Jacknife (e+)
    - Cheat 1080 Triple (e+)
    - Cheat 1080 Twist (e+)

  - Cheat 1260 (e+)
  - Cheat 1440 (e+)

- Crowd Awakener (b)
  - Crowd Awakener Level 2 (a)
    - Crowd Awakener Level 2 Hook (e)

  - Crowd Awakener Level 3 (a)
  - Crowd Awakener Level 4 (e+)

- Front Flip (mortal de frente)(b)
  - Double Front Flip (e+)
  - Front Full (i)

- Gainer (b)
  - Gainer Flash Kick (b)
    - Holy Hook (a)

  - Slant Gainer (b)
  - Gainer Arabian (i)
  - Gainer Doubleleg (i)
  - Gainer Flash Gyro (i)
  - Gainer Full (i)
  - Gainer Rocketboii (i)
  - Gainer Switch (i)
  - Gainer X-out (i)
  - Gainer Arabian X-out (a)
  - Hyper Gainer Full (a)
  - Slant Gainer Triple Flash Hook (a)
  - Gainer Double Full (e+)
  - Double Gainer (e+)
  - Moon Kick (b)
    - Hyper Moon kick (a)

- Gumbi(b)
  - Sailor Moon (b)
    - Sailor Moon Knife (i)
    - Sailor Moon Swipe (i)
    - Sailor Moon Twist (a)
    - Bergen Twist (e)

  - Raiz (b)
    - Touchdown Raiz (i)

  - Harold Switch (e+)
  - Herald Switch (e+)

- Handspring
  - Back Handspring (b)
    - Valdez (b)
    - Back Handspring Twist (i)

  - Front Handspring (b)

- Illusion Kick (b)
  - Illusion Twist (b)
  - Illusion Twist Feilong (i)
  - Illusion Hyperhook (e+)

- Shuriken Twist (b)
  - Shuriken Hyperhook (e)
  - Shuriken Twist Gyro (e+)

- Singleleg (b)
  - Singleleg Hook (a)
  - Singleleg Twist (e)

- Spyder (b)
  - Spyder Twist (i)

- Swingthru 360 Hyper (b)
  - Swingthru 900 (b)
  - Swingthru Feilong (i)
    - Flik Flak (i)

  - Swingthru 1080 (i)
  - Swingthru Doubleleg (i)
  - Swingthru 1260 (a)

- Webster (b)
  - Webster X-out (a)
  - Axe Webster (i)
  - Loser (i)

- Arabian (b)
  - Pike Arabian Full (a)
  - Double Arabian (e+)

- Outros tricks iniciantes
  - Masterswipe (b)
  - Sideflip (b)

### Tricks intermediários (e variações)
- Corkscrew (i)
  - Double Corkscrew (e)
    - Double Corkscrew Hyper (e+)
    - Double Corkscrew Round (e)

  - Quadruple Corkscrew (e+)
  - Hyper Corkscrew (i)
  - Shuriken Corkscrew (i)
    - Shuriken Corkscrew Feilong (a)
    - Cork Shuriken Hyper Hook (e)
    - Shuriken Cork Jacknife (e+)
    - Shuriken Cork Snapuswipe (e+)
    - Shuriken Cork Swipenife (e+)

  - Iron Man Cork (a)
  - Cork Swipeknife (a)
  - Corkscrew Doubleleg (a)
    - Double Corkscrew Doubleleg (e+)
    - Corkscrew Doubleleg Hook (e)

  - Corkswipe (a)
  - Dragonfly Corkscrew (a)
  - Rodeo Corkscrew (a)
  - Cork Snapuswipe (e+)
  - Rodeo Cork Gyro (e+)
  - Cork-in Back-out (Snatchcannon) (e+)

- 1990 (i)
  - 2000 (i)

- Dragonfly Twist (i)
  - Dragonfly Twist Round (i)

- Envergado (i)
  - Touchdown Envergado (i)
  - Envergado Gyro (e+)

- Flare (i)
  - Air Flare (e)

- Grandmaster Swipe (i)
  - Grandmaster Terada Swipe (i)
  - Grandmaster Swipeknife (a)
  - Grandmaster Twist (a)
  - Grandmaster Snapuswipe (e)

- Jackknife (i)
  - Wackknife (i)
  - Hyper Jacknife (e)
  - Jack 9 (e)
  - Paraknife (a)

- Parafuso (i)
  - Parafuso Gyro (e+)

- Terada Grab (i)
  - Terada Grab Full-out (e)

- Outros tricks intermediários
  - Tai-Fighter (i)
  - Takuraba (i)

### Tricks avançados (e variações)
- Boxcutter (a)
  - Double Boxcutter (e+)

- Outros tricks avançados
  - Kroc (a)

### Tricks experts (e variações)
- 720
  - 720 Doubleleg Hook (e)
  - 720 Feilong Cross (e)
  - 720 Singleleg Hook (e)
  - 720 Doubleleg Twist (e+)

- Snapuswipe (e)
  - Double Snapuswipe (e+)
  - Hyper Snapuswipe (e+)
  - Suicide Snapuswipe (e+)

- Outros tricks expert
  - Bullet Flip (e)

### Tricks ainda mais experts
- Tricks ainda mais experts
  - Lonestar-In Front-Out (e+)
  - Graham Cracker (e+)

### Outros movimentos
- Habilidades Extras
  - Crouch
  - Gyro
  - Helicoptero
  - Kyro
  - Mega
  - Rodeo Grab
  - Roll-In (rolamento)
  - Spindle
  - Step-down
  - Stepover Hook
  - Switch
  - To Splits
  - In/out

- Transições
  - Sweep (rasteira)
    - Back Sweep
    - Front Sweep
    - Pocketknife (i)
      - Pocket 9 (e)

  - Scoot
    - Scoot Hyper
    - Arashiswipe (i)

  - Other
    - Carry-Through
    - Cartwheel (estrela)
    - Hook Kick (gancho)
    - J-Step
    - Missleg
    - Reverse Swing
    - Round-Off
    - Slide-In
    - Swing-Through
    - Wrap-Through

### Prefixos e sufixos
- Cheat (Prefixo) – um trick que comece com uma rotação de 180 graus para um pulo, ou um trick que comece com um Tornado kick.
- Hyper (Prefixo) – aterrisar um trick com a perna oposta à esperada por ele devido à excesso de rotação.
- Switch (Sufixo) – aterrisar um trick com a perna oposta à esperada por ele devido à troca de pernas imediatamente antes da aterrissagem.
- Swipe (Sufixo) – um "Hyper" ou "Switch" que ocorre enquanto se gira horizontal ou invertidademente, ou um trick "estilo-540" executado a partir de uma posição de twist.
- Knife (Sufixo) – um hook  ou spin outside crescent kick executado imediatamente após um round kick.
- - (nome do chute) (Sufixo) – indica um chute específico que substitui um outro chute originalmente esperado pelo trick em questão.
- Jesus (Prefixo) – qualquer flip  que é executado de modo a subir ao máximo verticalmente e reduzindo a quantidade de momento rotacional, ele é notável pela sua altura extrema que puxa o giro e pela posição de "crucifixo" que lembra Jesus Cristo.
- Reverse (Prefixo) – o ato de "andar para trás" num trick.